# Samsung Galaxy A15
Samsung Galaxy A15 та Samsung Galaxy A15 5G — смартфони бюджетного рівня, розроблені Samsung Electronics, що входять до серії Galaxy A і були представлені 11 грудня 2023 року.
4 та 9 березня 2024 року були представлені Samsung Galaxy F15 5G та Samsung Galaxy M15 5G відповідно, що відрізняються від Galaxy A15 5G об'ємом акумулятора, а між собою — конфігураціями пам'яті та кольорами.

## Дизайн

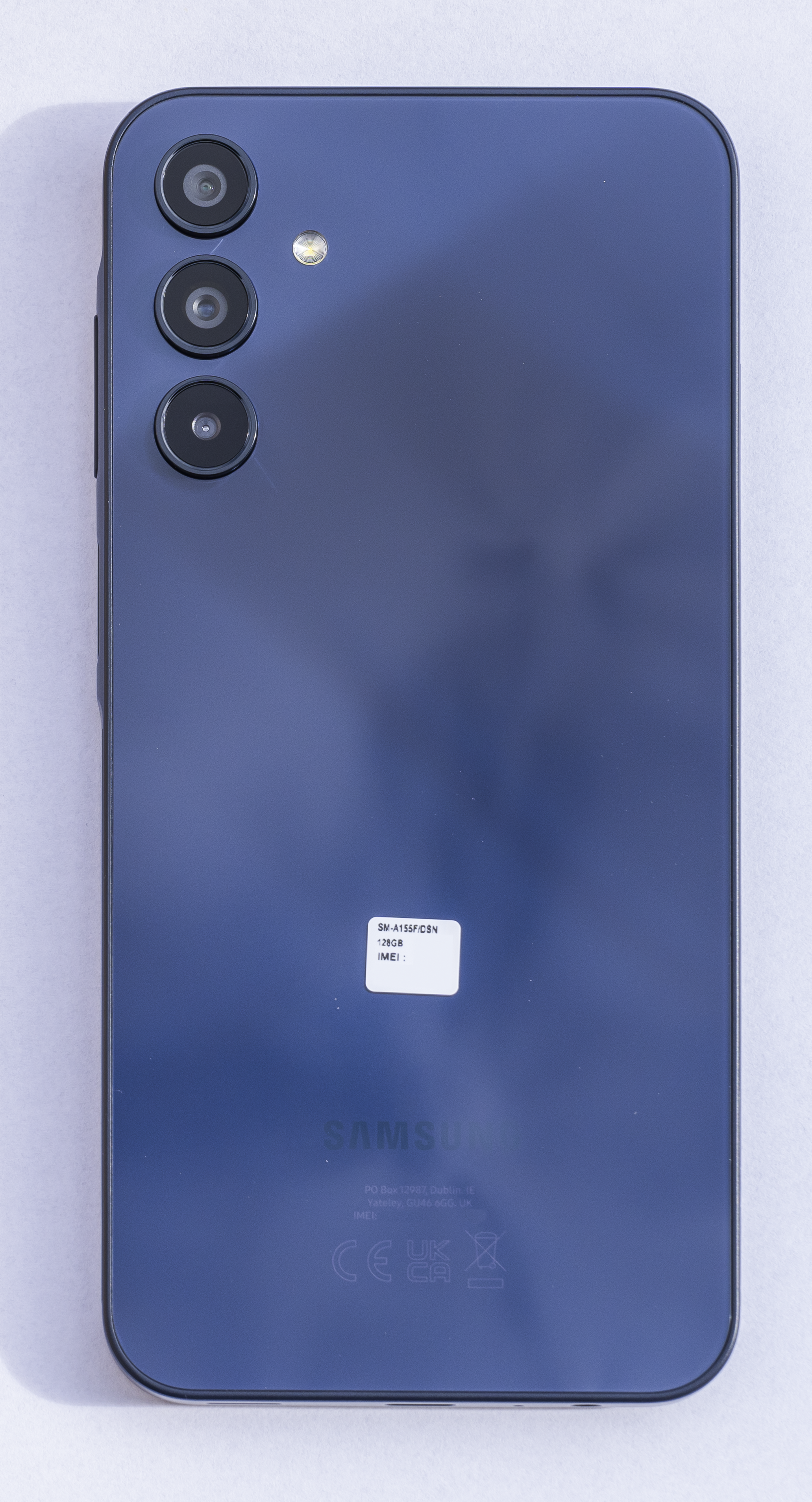
Задня частина Galaxy A15 в синьо-чорному кольорі

Екран виконаний зі скла, а задня панель та рамка — з пластику. Galaxy A15 та Galaxy A15 5G, як і більшість смартфонів лінійки Galaxy Ax5, мають пласку рамку з острівцем для кнопок (англ. Key Island), коли в Galaxy F15 5G та Galaxy M15 5G вона просто пласка.
Знизу знаходяться роз'єми USB-C та 3,5 мм аудіо, динамік і мікрофон, а зверху — другий мікрофон. З лівого боку залежно від версії розташований слот під 1 SIM-картку і карту пам'яті або гібридний слот під 2 SIM-картки або 1 SIM-картку і карту пам'яті формату microSD до 1 ТБ. З правого боку розміщені кнопки регулювання гучності та кнопка блокування, в яку вбудований сканер відбитків пальців.
Смартфони продавалися в наступних кольорах:
| Galaxy A15 / A15 5G | Galaxy A15 / A15 5G | Galaxy F15 5G | Galaxy F15 5G     | Galaxy M15 5G | Galaxy M15 5G          |
| Колір               | Назва               | Колір         | Назва             | Колір         | Назва                  |
| ------------------- | ------------------- | ------------- | ----------------- | ------------- | ---------------------- |
|                     | Синьо-чорний        |               | Чорний            |               | Темно-синій            |
|                     | Блакитний           |               | Світло-зелений    |               | Кам'яний сірий         |
|                     | Світло-блакитний    |               | Світло-фіолетовий |               | Целестиновий блакитний |
|                     | Жовтий              |               |                   |               |                        |

## Технічні характеристики

### Апаратне забезпечення

#### Платформа
Samsung Galaxy A15 отримав процесор MediaTek Helio G99, а Samsung Galaxy A15 5G, Galaxy F15 5G та Galaxy M15 5G — MediaTek Dimensity 6100+. Обидва процесори працюють в парі з графічним процесором Mali-G57 MC2.

#### Акумулятор
Galaxy A15 та Galaxy A15 5G отримали незнімну акумуляторну батарею об'ємом 5000 мА·год, а Galaxy F15 5G та Galaxy M15 5G — 6000 мА·год. Всі чотири моделі мають підтримку швидкої зарядки потужністю 25 Вт.

#### Камера
Смартфони отримали основну потрійну камеру, що складається із ширококутного об'єктива Hynix Hi5022Q на 50 Мп з діафрагмою f/1.8 і фазовим автофокусом, надширококутного об'єктива SmartSense SC501CS на 5 Мп з діафрагмою f/2.2 та марооб'єктива GalaxyCore GC02M1 на 2 Мп з діафрагмою f/2.4. Також моделі отримали ширококутну фронтальну камеру GalaxyCore GC013A на 13 Мп з діафрагмою f/2.0. Основна та фронтальна камери вміють записувати відео в роздільній здатності 1080p@30fps

#### Екран
Пристрої отримали 6,5-дюймовий екран Infinity-U (з краплеподібний вирізом) типу Super AMOLED з роздільною здатністю Full HD+ (2340 × 1080), щільністю пікселів 396 ppi, співвідношенням сторін 19,5:9 і частотою оновлення дисплея 90 Гц.

#### Пам'ять
Samsung Galaxy A15, Galaxy A15 5G та Galaxy M15 5G продавалися в конфігураціях 4/128, 6/128, 8/128 та 8/256 ГБ, а Galaxy F15 5G — 4/128, 6/128 та 8/128 ГБ. В Україні Galaxy A15 офіційно продавався в конфігураціях 4/128 та 8/256 ГБ. Об'єм сховища можна розширити картою пам'яті формату microSD до 1 ТБ.

### Програмне забезпечення
Смартфони були випущені на One UI 6.0 на базі Android 14 і були оновлені до One UI 7.0 на базі Android 15.

## Галерея

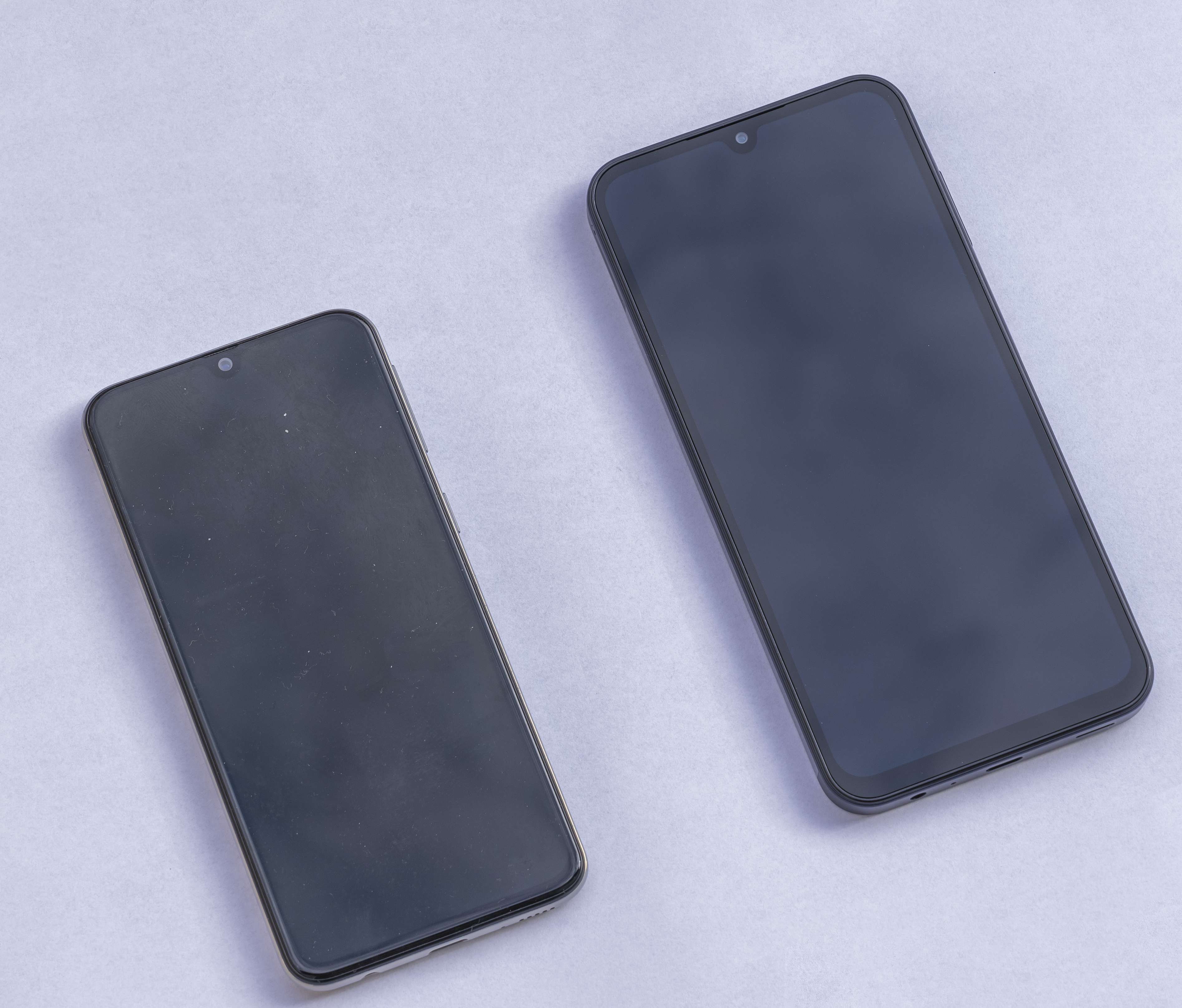
Передня частина Galaxy A40 (зліва) та Galaxy A15 (справа)
Задня частина Galaxy A40 (зліва) та Galaxy A15 (справа)
Основна камера Galaxy A15
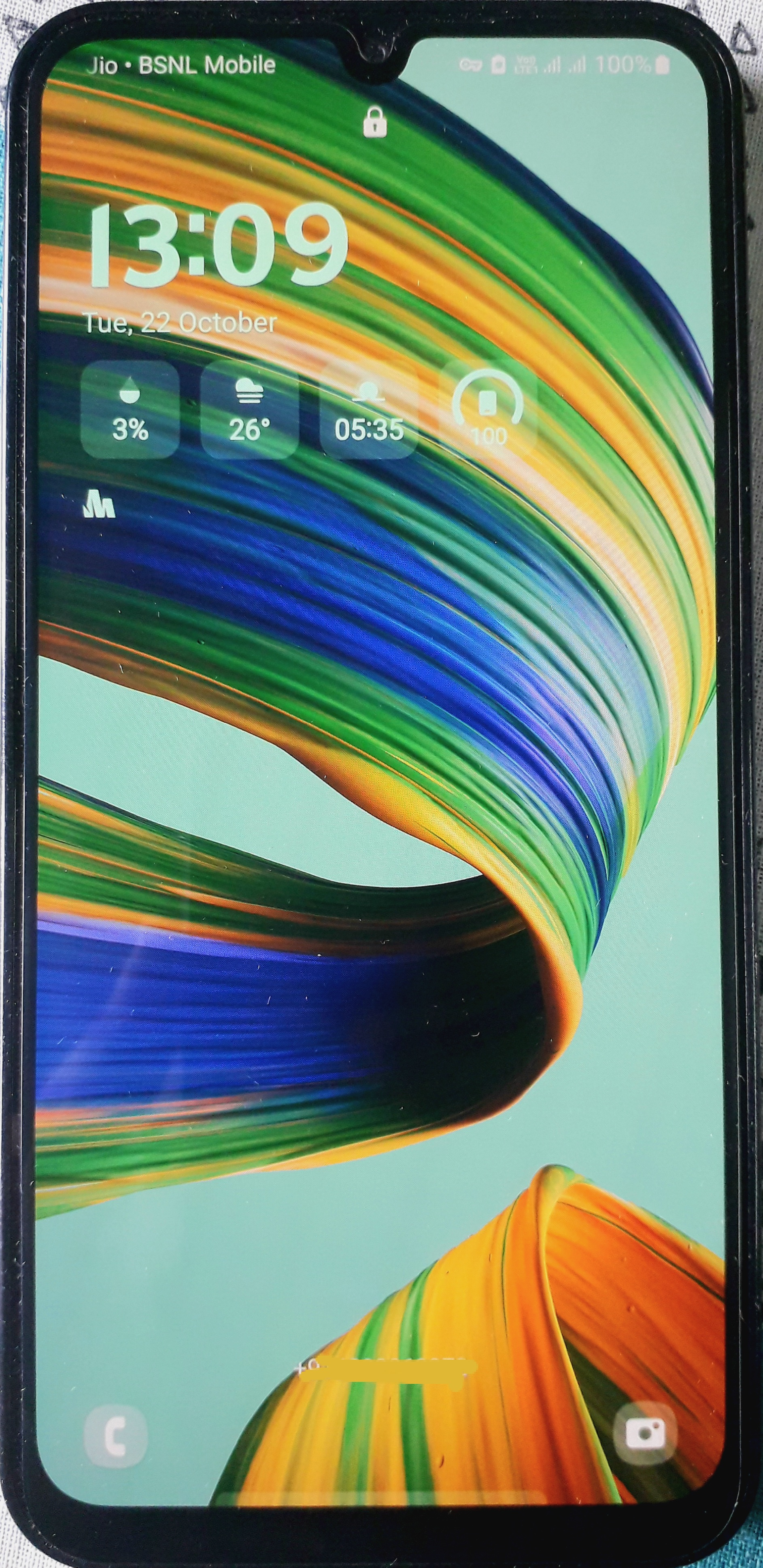
Передня частина Galaxy F15 5G
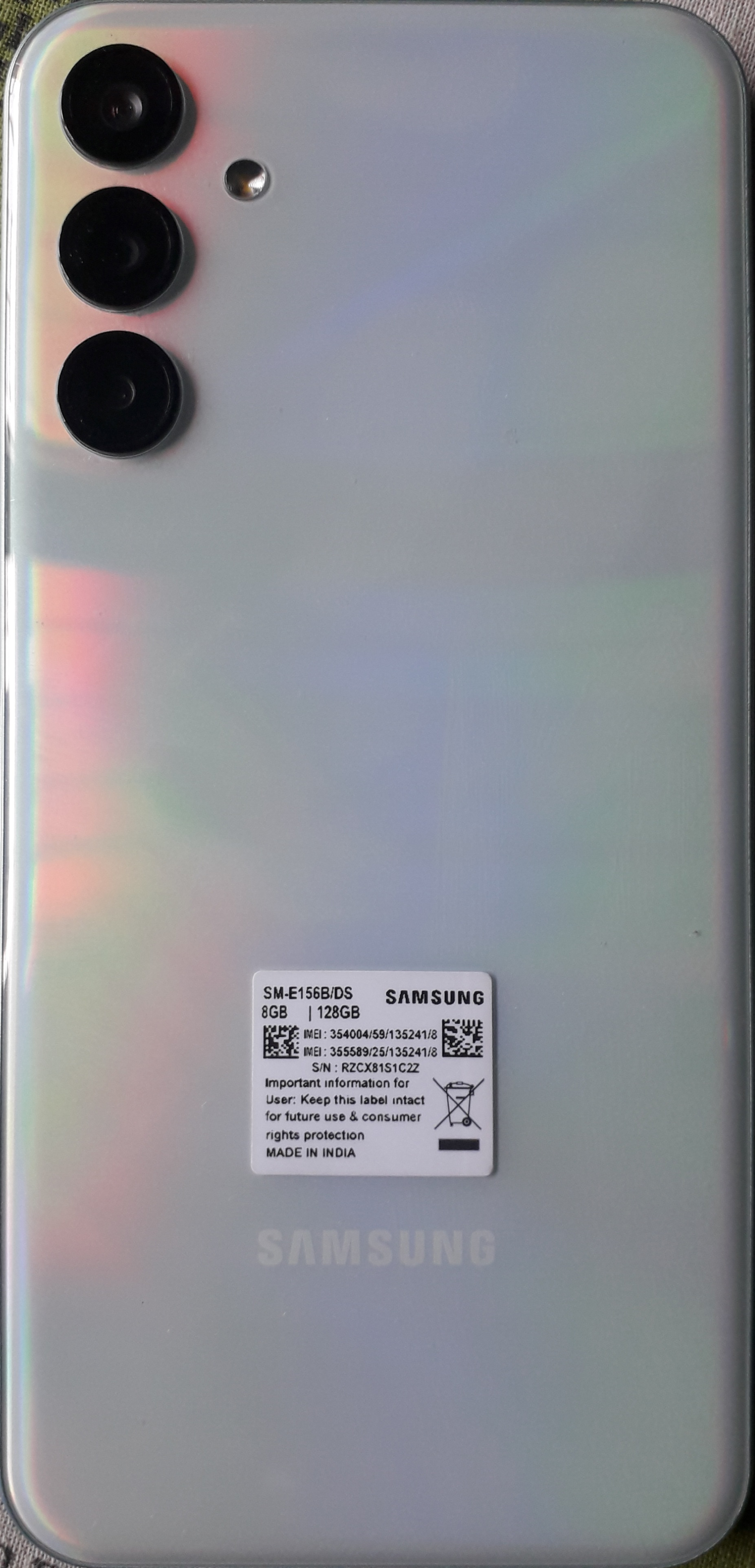
Задня частина Galaxy F15 5G в світло-зеленому кольорі